# Tây Bồi
Tây Bồi var ett pidginspråk som talades i framför allt Vietnam under dess tid som del i kolonin Franska Indokina 1887–1954. "Tây Bồi" var en form av grammatiskt förenklad franska och växte fram då de fransmän som bodde i Vietnam behövde ett sätt att kunna kommunicera med de vietnameser som arbetade i deras hushåll. Språket talades därför främst av vietnameser som arbetade som tjänstefolk hos fransmännen men talades även inom polisen och lägre nivåer av militären, det talades dock mycket sällan utanför dessa sammanhang. Tây Bồi betyder ungefär "tjänarfranska" på sino-vietnamesiska där de två orden "Tây" ("västerländska", i sammanhanget synonymt med franska) och "Bồi" ("tjänare") bildar namnet.
Efter att Frankrike lämnade Vietnam 1954 tappade språket sin funktion och är klassat som utdött sedan 1980. Termen "Tây Bồi" lever dock fortfarande kvar i Vietnam och fungerar som benämning för dålig eller grammatiskt inkorrekt franska.